# Sognsvannsbanen
Sognsvannsbanen er en af de fire vestlige baner på T-banen i Oslo, der går mellem Majorstuen og Sognsvann. Samtlige stationer ligger i Vestre Aker, idet et stykke af banen ved Blindern dog ligger i Vestre Aker. Banen blev bygget af A/S Akersbanene og blev indviet 10. oktober 1934. Banen blev ombygget til T-bane i 1993 og renoveret i 2002. Sognsvannsbanen var den første af de vestlige baner, der blev opgraderet til metrostandard med strømskinne og lange perroner.
Den sydlige del af Sognsvannsbanen benyttes også af togene på T-baneringen, der grener fra efter Ullevål stadion. De to baner betjenes af T-banens linje 4 og 5. Linje 4 går fra Bergkrystallen på den østlige Lambertseterbanen via Fellestunnelen, Sognsvannsbanen, T-baneringen, Lørenbanen og Grorudbanen til Vestli. Linje 5 slår knude på sig selv, idet den går fra Vestli ad Grorudbanen, Fellestunnelen, Sognsvannsbanen og T-baneringen, før den endnu en gang går gennem Fellestunnelen til Sognsvannsbanen men nu til endestationen Sognsvann.
Blindern og Forskningsparken Stationer er vigtige for Universitetet i Oslo. Ullevaal Stadion ligger ved stationen af samme navn, der også betjener Sogn studentby. Kringsjå Station betjener Kringsjå og Fjellbirkeland. Endestationen Sognsvann bruges ofte som indfaldsvej til udendørsaktiviteter i Nordmarka.

## Historie

### Baggrund
De første planer for en forstadsbane til Sognsvann kom fra A/S Holmenkolbanen i 1904. Planerne dækkede over en bane, der skulle grene af fra Gaustad Station på Holmenkollbanen og gå over Geitmyren til Sagene. Her skulle banen Her skulle banen mødes med sporvejen Sagene ring for derefter at følge Uelands gate ned til Sentrum. I en international konkurrence om hvordan byens banenet kunne se ud i sin helhed, vandt Jørgen Barth med forslaget Kristianiadalens pulsårer. Forslaget indeholdt meget, der senere er blevet realiseret, blandt andet en ringbane gennem byen, en fællestunnel gennem Sentrum, en forlængelse af Lilleakerbanen mod Bærum og en bane østover ved navn Østensjøbanen.
Kommunen grundlagde desuden et selskab ved navn Akersbanerne med en aktiekapital på 655.000 kr. Bydelene Sogn og Tåsen blev udbygget, og kommunen ønskede at etablere et godt transportsystem for at gøre bydelene mere attraktive. A/S Holmenkolbanen udtrykte ønske om at bygge banen, da de allerede havde bygget en bane i det vestlige Oslo. Ønsket blev ikke mødekommet, da Aker kommune ville have fuld politisk kontrol over bydelsplanlægningen og ikke overlade det til et privat selskab med kommercielle interesser.

### Udbygning
I 1920 ville A/S Holmenkolbanen bygge en ny seks kilometer lang bane fra Frøen over Tåsen til Nydalen og Grefsen langs med det, der nu udgør T-baneringen. Forslaget omfattede en afgrening til Sognsvann fra Tåsen. Samferdselsdepartementet afviste A/S Holmenkolbanens forslag og gav i stedet koncession til Akersbanerne. Arbejdet med banen blev påbegyndt i januar 1922 men standset i 1924 på grund af en konflikt om løn- og arbejdsvilkår.  I 1924 blev Smestadbanen købt af A/S Akersbanerne, selvom A/S Holmenkolbanen fortsatte med at drive den.
Holmenkolbanens aktier blev derefter inddelt i A-aktier og B-aktier, hvor Aker kommune ejede de 18.700 A-aktier, mens de øvrige aktionærer ejede de 15.885 B-aktier. Efter at første del af Fellestunnelen mellem Majorstuen og Nationaltheatret stod færdig i 1928, kom A/S Holmenkolbanen i økonomiske vanskeligheder og måtte sælge hovedparten af aktierne til Akersbanerne i 1933. Samtidig blev Røabanen og Sognsvannsbanen slået sammen med Holmenkollbanen, og indlemmet i det halvkommunale A/S Holmenkolbanen.
Efter at arbejdskonflikten blev løst 15. december 1932, kunne arbejdet gå i gang igen, og banen stod færdig 10. oktober 1934. De der 22. september samme år blev arrangeret en kommunal tur på banen, stillede flere studenter sig op på Blindern Station med slagordet "Vi vil køre - men kun for 20 øre" Den ordinære billetpris blev derefter sænket fra 35 til 20 øre.
I første omgang var der kun dobbeltspor mellem Frøen og Østhorn. 21. februar 1939 blev hele strækningen til Sognsvann udbygget fra enkelt- til dobbeltspor. Anlæggelsen af banen til Sognsvann førte til øget boligbyggeri og dermed større behov for kollektiv trafik.
Selvom der for det meste blev kørt med Holmenkollbanens vogne, bestilte Akersbanerne i 1934 fem bogievogne fra Skabo med elektrisk udrustning fra Siemens og motorer fra NEBB til Sognsvannsbanen. Vognene så mere moderne ud end Holmenkollsbanens, havde motorer til 300 volt og fik numrene 201–205. 200-vognene var i drift til marts 1955, men efter sammenlægningen med AS Holmenkolbanen blev vognene brugt i flæng på alle tre baner. I 1970'erne var dobbeltvognene 501–503 fra 1948 ofte i drift på Sognsvannsbanen.

### Efterkrigstiden
Banen slap relativt let fra Anden Verdenskrig. Kun en bombe der blev kaster over Blindern ødelagde nogle meter af banelegemet ved Frøen Station. Det der dog oftest huskes fra krigen var forbuddet mod at "demonstrere" i vognene, dvs. at undlade at sætte sig ved siden af en nazist eller tysker, hvis der var plads. En passager der gjorde dette ville blive sat af på næste station.
Efter at Oslo og Aker kommuner blev slået sammen i 1948, fusionere Akersbanerne med Oslo Sporveier, mens A/S Holmenkolbanen forblev et delvist ejet datterselskab, der skulle stå for driften af de vestlige baner. I 1973 købte Oslo Sporveier de resterende B-aktier i A/S Holmenkolbanen og overtog driften af banerne i 1975. Holmenkolbanen fortsatte som rent ejerselskab, før det blev nedlagt fuldstændigt i 1992. Den kommunale overtagelse resulterede i en opgradering af både spor, køreledninger og tog på Røabanen og Sognsvannsbanen. Overtagelsen betød også, at banerne fik nye linjenumre. Sognsvannsbanen blev først linje 81 og derefter 13.
Sognsvannsbanens passagertal steg i modsætning til de andre vestlige baner i perioden 1950-1975. I 1955 havde banen næsten 6 mio. passager, før det faldt til 5,2 mio. i 1960. Banens passagertal blev imidlertid fordoblet under oliekrisen i 1970'erne. I 1960'erne udviklede Sognsvann sig til at blive et populært udflugtssted for byen med et blomstrende caféliv.

### Tunnelbane
I 1980'erne blev de besluttet at forbinde de fire vestlige forstadsbaner med de fire T-baner i øst gennem Fellestunnelen. Sognsvannsbanen var den første af de vestlige baner, der blev opgraderet til metrostandard med installering af et automatisk sikkerhedssystem og udskiftning af køreledning med strømskinne, så togene kunne køre igennem fra øst til vest.
Alle stationer blev ombygget for at passe til de nye T-banetog. Perronerne blev forhøjet og forlænget fra at passe til to vogne til at passe til fire. Brugen af strømskinne betød, at alle overgange i niveau måtte fjernes og erstattes af gangbroer eller -tunneler. Hidtil havde passagerne haft lov til at krydse sporene, men det blev forbudt med indførelsen af metrostandard, da kontakt med en strømskinne er livfarligt.
Frøen Station blev bygget om, så den efterfølgende kun kunne betjenes af tog på Holmenkollbanen. Nordberg Station blev nedlagt. Alle stationer med undtagelse af Ullevål stadion blev ombygget i samme arkitektoniske stil. De blev bygget med stålsøjer og læskure i træ, der stod foran hegnet til private haver. Alle stationer fik mindst et læskur, hvoraf mange blev tegnet af arkitekten Arne Henriksen. Ullevål stadion Station har flere læskure med hvert et engelsk ord øverst, der tilsammen danner sætningen "If You Go Your Way, I'll Go Mine". Opgraderingen betød også, at man forsynede strækningen fra Majorstuen til Stortinget med strømskinne. 10. januar 1993 blev Sognsvannsbanen genåbnet, og fra 4. april begyndte T-banetog fra Sognsvann at køre gennem Fellestunnelen og ud på Lambertseterbanen i øst. Den nye linje blev betjent af T1000-tog.

### Sporvogn
Som følge af beslutningen i 1991 om at flytte Rikshospitalet fra Holbergs plass til Gaustad blev det vedtaget at forlænge sporvejen Ullevål hageby-linjen til Gaustad for at give patienter og pårørende skinnebåren kollektiv trafik til sygehuset. Planen var at Sognsvannsbanen skulle krydse sporvejen ved Problemveien på en viaduktlignende bro, hvor Forskningsparken Station skulle ligge. Den ville erstattet Vestgrensa Station, der lå for langt fra sporvejen til at kunne give korrespondance. Stationen ville også betjene den nordlige del af universitetsområdet på Blindern. I 1998 blev der opnået politisk enighed om at sætte gang i byggeriet. Den nye sporvej åbnede 1. juni 1999, og t-banestationen åbnede 22. august. I anledning af åbningen blev linje 4 forlænget fra Blindern over Forskningsparken til Ullevål stadion. Der kom mange klager fra lokale beboere, der mente at den øgede trafik på banen gav støj, og at der burde opsættes flere støjskærme.

### T-baneringen
I 1991 fremlagde Oslo Sporveier planer om at forbinde Sognsvannsbanen med Grorudbanen med en ny ringbane. Selskabet overvejede også at bygge ringbanen med sporvejsstandard og have kombineret sporvejs- og T-banedrift på Sognsvannsbanen. Det blev senere forkastet, for selvom en T-bane var dyrere at anlægge, ville en sporvej være dyrere i drift på sigt og have længere rejsetid. I august 1996 kom Oslo Sporveier med nye planer for en T-banering. De indebar at Berg ikke ville blive betjent af den fremtidige T-banering. Mange af naboerne til Sognsvannsbanen klagede over, at T-banen mellem Majorstuen og Berg ikke blev lagt i tunnel, når den alligevel skulle ombygges. Det blev også påpeget, at det var irrationelt, at banen skulle ligge i niveau langs med tætbebyggede områder som Blindern og Ullevål, mens den i det næsten ubebyggede Nydalen skulle gå i tunnel. Som kompensation lovede Oslo Sporveier at opsætte støjskærme langs med banen.
Byrådet vedtog anlæggelsen af T-baneringen 25. juni 1997, selvom Fremskrittspartiet stemte imod. Finansieringen blev delvist sikret i december, da der blev opnået politisk enighed om Oslopakke 2, en pakke der sikrede finansiering af nye investeringer i kollektiv trafik i Oslo og Akershus mellem 2002 og 2011. Byggeriet startede i juni 2000, hvor staten bidrog med 673 mio. kr. Den første del fra Ullevål stadion over Nydalen til Storo stod færdig 20. august 2003. Ved åbningen blev linje 5 forlænget fra Blindern til Storo. 20. august 2006 indviedes den sidste del af T-baneringen fra Storo over Sinsen til Carl Berners plass.

### Nyere tid
I 2002 var Sognsvannsbanen lukket i hele sommerferien på grund af udskiftning og forbedring af banens underlag. I 2008 blev banen lukket i lidt over en uge på grund af glatte skinner forårsaget af nedfaldne blade. Driften blev erstattet af busser, der betjente stoppesteder på Nordberg- og Sognsveien. I 2010 satte en for høj lastbil sat fast under broen over Carl Kjelsens vei mellem Holstein og Kringsjå Station. Broen blev beskadiget, og i to uger var det kun muligt at køre i et spor over den, hvilket betød at halvdelen af T-banetogene måtte vende efter Berg Station.

## Strækning
Banen fra Fellestunnelen deler sig i tre ved Frøen, lige efter Majorstuen Station; her grener Sognsvannsbanen af nordpå til bydelen Nordre Aker. De første to stationer efter Frøen er Blindern og Forskningsparken, der begge betjener Universitet i Oslo. Ved Forskningsparken kan der skiftes til Ullevål Hageby-sporvejen, der kommer fra Ullevål sykehus og går til Rikshospitalet. Ullevål stadion Station ligger ved Ullevål Stadion, der er Norges største fodboldstadion og idrætsanlæg, og som er hjemmebane for fodboldholdet Vålerenga og Norges landshold.
Nord for Ullevål stadion, på vej mod Berg, deler banen sig i to, hvor T-baneringen med linje 4 fortsætter i tunnel. Linjerne betjener T-baneringens tre stationer, Nydalen, Storo og Sinsen, før de kommer til Grorudbanen. Fra Berg til Tåsen Station går Sognsvannsbanen parallelt med den tidligere Ring 3, der her hedder Kaj Munks vei. Nord for Berg betjener Sognsvannsbanen hovedsageligt boligområder og kollegier ved Sogn og Kringsjå. Norges idrettshøgskole og Riksarkivet bliver betjent af Sognsvann Station. Stationen fungerer også som indfaldsvej til Nordmarka og Sognsvannet.

### Oversigt
| Station          | Rejsetid fra forrige station | Afstand fra forrige station | Delstrækning | Betjenes af | Antal passagerer | På delstrækningen |
| ---------------- | ---------------------------- | --------------------------- | ------------ | ----------- | ---------------- | ----------------- |
| Blindern         | 3 min                        | 1,3 km                      | 2,6 km       |             | 6429             | 16 312            |
| Forskningsparken | 1 min                        | 0,6 km                      | 2,6 km       | 4964        |                  | 16 312            |
| Ullevål stadion  | 1 min                        | 0,7 km                      | 2,6 km       | 4919        |                  | 16 312            |
| Berg             | 2 min                        | 0,8 km                      | 3,4 km       |             | 840              | 6127              |
| Tåsen            | 1 min                        | 0,7 km                      | 3,4 km       | 736         |                  | 6127              |
| Østhorn          | 1 min                        | 0,3 km                      | 3,4 km       | 328         |                  | 6127              |
| Holstein         | 2 min                        | 0,7 km                      | 3,4 km       | 485         |                  | 6127              |
| Kringsjå         | 1 min                        | 0,6 km                      | 3,4 km       | 2640        |                  | 6127              |
| Sognsvann        | 1 min                        | 0,3 km                      | 3,4 km       | 1098        |                  | 6127              |
| Totalt           | 13 min                       | 6,0 km                      | 6,0 km       | -           | 22 439           | 22 439            |

Majorstuen Station er regnet som 0-punkt, da banen blev bygget derfra
Som tabellen viser er passagertal og drift skævt fordelt mellem stationerne. Forskningsparken og Ullevål stadion Stationer har 73 % af passagerne på Sognsvannsbanen, selvom de kun udgør ⅓ af stationerne. Denne delstrækning har 5.437 passagerer i snit pr. station, hvilket er relativt højt sammenlignet med det øvrige T-banenet.
Delstrækningen Ullevål stadion - Sognsvann er med sine 3,4 km den klart korteste af alle T-banens afgreninger. Følgelig er den også med det laveste samlede antal passagerer. Snittet pr. station, 1.021, er ganske vist væsentlige højere end de 396 på Holmenkollbanen, men den er til gengæld mere end tre gange så lang og har tre gange så mange stationer. I den nærmeste fremtid er der ingen eller minimal nytte i at forlænge banen, eftersom den allerede nu har nået bygrænsen. Afgreningens længde er en faktor, der gjorde at Ruter i sin ruteplan 2009 planlagde at lade linjen der betjener Sognsvannsbanen også betjene T-baneringen. Fordelen man ville opnå med det var, at korte afgreninger efter sigende skulle være mindre sårbare ovenfor forsinkelser.
Det samlede passagertal på afgreningen betyder også, at Ruter også på lang sigt planlægger at lade driften forblive som i dag, mens den skal fordobles på de fleste andre afgreninger. Set under et har Sognsvannsbanen dog et højt gennemsnit på 2.493 passagerer pr. station, hvilket kun bliver slået af Fellestunnelen, Fellesstrekningen i øst og T-baneringen.

## Linjer
Sognsvannsbanen bliver betjent af T-banens linje 4 og 5. Linje 4 går fra Bergkrystallen på den østlige Lambertseterbanen via Fellestunnelen, Sognsvannsbanen, T-baneringen, Lørenbanen og Grorudbanen til Vestli. Linje 5 slår knude på sig selv, idet den går fra Vestli ad Grorudbanen, Fellestunnelen, Sognsvannsbanen og T-baneringen, før den endnu en gang går gennem Fellestunnelen til Sognsvannsbanen men nu til endestationen Sognsvann. Begge linjer kører hvert kvarter, men da linje 5 betjener en del af sin strækning to gange bliver Blindern, Forskningsparken og Ullevål stadion reelt betjent hvert femte minut i gennemsnit.
Der kan skiftes til Kolsåsbanen, Røabanen og Holmenkollbanen på Majorstuen. Desuden betjener linje 4 og 5 også Jernbanetorget, hvorfra der kan skiftes til fjerntog på Oslo S. Der kan også skiftes til de fleste vestgående tog på Nationaltheatret. Der kan skiftes til sporvogn på Storo, Majorstuen og Forskningsparken, samt på Jernbanetorget, Stortinget og Nationaltheatret i Sentrum.
Indtil køreplansskiftet 3. april 2016 blev Sognsvannsbanen betjent af linje 3, 4 og 6. Linje 6 betjente hele banen, mens linje 3 og 4 drejede ind på T-baneringen efter Ullevål stadion. Linje 3 gik kun til Storo. Linje 4 fortsatte som linje 6 fra Storo videre rundt i ringen gennem Fellestunnelen, før den atter kører ad Sognsvannsbanen men nu til Sognsvann. På den østlige del af T-banen fortsatte linje 3 på Østensjøbanen, linje 4 på Lambertseterbanen og linje 6 via Carl Berners plass mod T-baneringen, hvor den blev til linje 4.

## Sognsvatn
Da Sognsvannsbanen stod færdig i midten af 1930'erne, fastsatte Regeringen Nygaardsvold, at endestationen skulle hedde Sognsvatn, hvilket A/S Holmenkollbanen og A/S Oslo Sporveier rettede sig efter. Det til trods for at Sognsvatn aldrig havde været særligt brugt blandt indbyggerne i Oslo og Aker.
Sognsvatn-formen forblev altid kontroversiel i Oslo. Der var mange og følelsesladede avisindlæg om sagen, og det skete flere gange, at folk i nattens mulm og mørke sneg sig op til stationen for at overmale t'et i Sognsvatn. "Harmen mod dette hersens Sognsvatn var udbredt og inderlig" skrev Aftenposten i 1984.
Til trods for at Sognsvatn var officiel, blev formen ikke brugt helt konsekvent i officielle udgivelser. For eksempel benyttede flerbindsværket om Akers historie, der blev udgivet af Oslo kommune i 1940, formen Sognsvann. Mange skiftede også mellem formerne i samme værk, og i Oslo byleksikons 1966-udgave blev Sognsvatn brugt som stationsnavn i brødteksten, mens Sognsvann blev brugt på sporvejskortet.
Samferdselsdepartementet godkendte officielt den nye skrivemåde Sognsvann i 1984. Samtidig ændredes stationsnavnet Frøn til Frøen, og Majorstuen blev brugt konsekvent.